# (18876) Sooner
(18876) Sooner est un astéroïde de la ceinture principale.

## Description
(18876) Sooner est un astéroïde de la ceinture principale. Il fut découvert le 2 décembre 1999 à Oaxaca de Juárez par James M. Roe. Il présente une orbite caractérisée par un demi-grand axe de 2,41 UA, une excentricité de 0,24 et une inclinaison de 8,8° par rapport à l'écliptique.

## Compléments